# LeasePlan Česká republika
LeasePlan Česká republika, s.r.o. je společnost poskytující operativní leasing osobních, užitkových a nákladních automobilů a správu autoparků pro firmy či subjekty veřejné správy. Na českém trhu působí od roku 1995.
Společnost je národní pobočkou společnosti LeasePlan Corporation N. V.
Na konci roku 2017 zaměstnávala společnost celkem 120 zaměstnanců a spravovala přes 25 tis. automobilů.

## Historie
Společnost byla založena roku 1963 v Nizozemsku. V České republice začala působit v roce 1995. První vozidlo financované prostřednictvím operativního leasingu bylo klientovi předáno roku 1996. Prvním klientem tehdy byla telekomunikační společnosti TelSource.

### Milníky
- 1995 – vznik společnosti LeasePlan Česká republika, s. r. o.[1]
- 1996 – předány vozy prvnímu zákazníkovi
- 1999 – společnost získala certifikát jakosti ISO 9002
- 1999 – česká pobočka byla z 26 světových poboček vyhlášena jako nejlepší
- 2000 – LeasePlan poskytla společnosti Skanska 700 vozů
- 2003 – překonání hranice 10 000 spravovaných vozů
- 2007 – představení ekologického projektu GreenPlan
- 2008 – spuštění internetového nástroje LeasePlan Online
- 2009 – překonání hranice 20 000 spravovaných vozů
- 2013 – obměna vozového parku Českých drah (218 osobních a 63 užitkových vozidel)[2]

### Operativní leasing
LeasePlan byla první společností, která začala roku 1996 v ČR nabízet operativní leasing. Jednalo se o zcela novou službu, neboť do té doby se v ČR název „operativní leasing“ nepoužíval a na trhu nebyla společnost, která by ho v této podobě nabízela. Automobily se v té době nabízely na klasický leasing s doprovodnými službami, jako je pojištění.

## O společnosti

### Struktura společnosti
- Statutární orgán
  - Martin Brix – jednatel
  - Petr Mašek – jednatel
- Společník s vkladem
  - LeasePlan Corporation N.V. – vklad 116 000 000 Kč – obchodní podíl 100%

### Vedení společnosti
Dne 1. února 2018 byl na pozici generálního ředitele jmenován Martin Brix.
Martin Brix nastoupil do české pobočky LeasePlanu v roce 1999. V roce 2007 jej centrála skupiny pověřila rozjezdem rumunské pobočky v roli finančního ředitele. Během necelých pěti let se pobočka stala jedničkou rumunského trhu. V roce 2012 se Martin Brix vrátil do České republiky na pozici finančního ředitele.
Byl vyhlášen Finančním ředitelem roku 2016 v prestižní anketě, kterou každoročně pořádá Klub finančních ředitelů (CFO Club).

## Služby

### Operativní leasing
Operativní leasing slouží pro pořízení a externí správu firemních vozidel. Jde o dlouhodobý pronájem vozidel firmám včetně zajištění veškerých služeb. Operativní leasing pomáhá firmám šetřit náklady, protože poskytovatel leasingu za firmy vyřizuje veškerou agendu i servis spojený s firemními vozidly. Operativní leasing je standardně nabízen od 12 do 60 měsíců a do celkového nájezdu 180 tisíc km.
Krize nahrála operativnímu leasingu. Silný růst zájmu o operativní leasing zaznamenal i generální ředitel české pobočky firmy LeasePlan Jaromír Hájek – jeho objem v Česku se, jak upozorňuje, v loňském roce celkově zvýšil o téměř 35 procent, a u podnikatelů dokonce o 45 procent.

### Full service operativní leasing
Operativní full service leasing se zabývá komplexní správou vozového parku zaměřenou na střední a velké firmy, které disponují desítkami až stovkami vozů. Jedná se o nadstavbu operativního leasingu rozšířeného o řadu doplňkových služeb.

### Správa vozového parku
Správa vozového parku (fleet management) je soubor činností zabývajících se financováním, pojištěním, právními a daňovými povinnostmi a dalšími oblastmi, které souvisí s provozováním firemního vozového parku.